# Pilea leptophylla
Pilea leptophylla är en nässelväxtart som beskrevs av Ignatz Urban. Pilea leptophylla ingår i släktet pileor, och familjen nässelväxter. Inga underarter finns listade i Catalogue of Life.